# Каратальський район
Карата́льський район (каз. Қаратал ауданы, рос. Каратальский район) — адміністративна одиниця у складі Жетисуської області Казахстану. Адміністративний центр — місто Уштобе.

## Історія
Утворений 1928 року у складі Талди-Курганської області, з 1997 року — у складі Алматинської області.
28 лютого 1997 року до складу району увійшла частина території ліквідованого Бурлютобинського району (Кизилбалицький сільський округ).

## Населення
Населення — 40525 осіб (2021; 47824 у 2009, 46744 у 1999, 56196 у 1989).
Національний склад (станом на 2010 рік):
- казахи — 29183 особи (59,97%)
- росіяни — 10943 особи (22,49%)
- корейці — 3947 осіб (8,11%)
- курди — 1886 осіб (3,88%)
- чеченці — 719 осіб
- уйгури — 471 особа
- німці — 388 осіб
- татари — 319 осіб
- українці — 196 осіб
- турки — 74 особи
- азербайджанці — 62 особи
- узбеки — 49 осіб
- білоруси — 46 осіб
- киргизи — 42 особи
- греки — 11 осіб
- поляки — 10 осіб
- дунгани — 4 особи
- інші — 313 осіб

## Склад
До складу району входять 9 сільських округів та 1 міська адміністрація:
| Поселення                        | Площа, км² | Населення, осіб (1989) | Населення, осіб (1999) | Населення, осіб (2009) | Населення, осіб (2021) | Центр       | Населені пункти |
| -------------------------------- | ---------- | ---------------------- | ---------------------- | ---------------------- | ---------------------- | ----------- | --------------- |
| Уштобинська міська адміністрація | -          | 28623                  | 25294                  | 27516                  | 22082                  | Уштобе      | 4               |
| Айтубійський сільський округ     | -          | 2727                   | 2004                   | 1526                   | 1521                   | Кокпекті    | 4               |
| Байшегірський сільський округ    | -          | 1913                   | 1525                   | 1212                   | 1108                   | Акжар       | 3               |
| Балпицький сільський округ       | -          | 2645                   | 2198                   | 2224                   | 1937                   | Жанаталап   | 3               |
| Бастобинський сільський округ    | -          | 8072                   | 5734                   | 5603                   | 4940                   | Бастобе     | 6               |
| Єльтайський сільський округ      | -          | 2148                   | 1551                   | 1262                   | 1231                   | Каражиде    | 2               |
| Єскельдинський сільський округ   | -          | 3212                   | 3044                   | 3169                   | 2847                   | Єскельді-бі | 4               |
| Жолбарис-батира сільський округ  | -          | 3889                   | 2975                   | 2812                   | 2584                   | Кальпе      | 4               |
| Кизилбалицький сільський округ   | -          | 1397                   | 1295                   | 1407                   | 1185                   | Копбірлік   | 2               |
| Тастобинський сільський округ    | -          | 1570                   | 1124                   | 1093                   | 1090                   | Тастобе     | 3               |

## Найбільші населені пункти
Населені пункти з чисельністю населення понад 1000 осіб:
| № | Населений пункт | Населення, осіб (1989) | Населення, осіб (1999) | Населення, осіб (2009) | Населення, осіб (2021) |
| - | --------------- | ---------------------- | ---------------------- | ---------------------- | ---------------------- |
| 1 | Уштобе          | 26 028                 | 22 472                 | 24 895                 | 19 744                 |
| 2 | Бастобе         | 4 297                  | 3 180                  | 3 316                  | 2 941                  |
| 3 | Достик          | 2 092                  | 2 324                  | 2 017                  | 1 875                  |
| 4 | Кальпе          | 2 453                  | 1 709                  | 1 786                  | 1 486                  |
| 5 | Єскельді-бі     | 1 472                  | 1 343                  | 1 424                  | 1 393                  |
| 6 | Жанаталап       | 1 769                  | 1 499                  | 1 485                  | 1 305                  |
| 7 | Ортатобе        | 1 435                  | 1 123                  | 1 039                  | 1 053                  |